# Federación Indígena Quechua del Pastaza
La Federación Indígena Quechua del Pastaza (FEDIQUEP) es una organización indígena que representa a 20 comunidades de la cuenca del río Pastaza en los distritos de Andoas y Pastaza en la región Loreto en Perú. 

## Historia
En 1974 el Estado Peruano en el Decreto Ley n.º 20653, Ley de comunidades nativas y de promoción agropecuaria de regiones de selva y ceja de selva, reconoce la existencia legal y la personalidad jurídica de las comunidades nativas y declara a la propiedad territorial de las comunidades nativas como inalienables, imprescriptibles e inembargables, promoviendo así la creación de las primeras organizaciones indígenas en el país.  
La Federación Indígena Quechua del Pastaza se creó el 9 de noviembre de 1992 en la Comunidad Nativa de Alianza Cristiana. FEDIQUEP junto con las federaciones de los pueblos achuar, urarina, kichwa y kukama constituyeron la PUINAMUDT (Plataforma de Pueblos Indígenas Amazónicos en Defensa de su Territorio) en 2011 como una plataforma colectiva desde la cual pueden exigen sus derechos, incluido el derecho a la consulta y reclaman reivindicaciones frente a la contaminación petrolera en el Lote 192 - Andoas.

## Organización
La FEDIQUEP reúne a 20 comunidades y anexos de la cuenca del río Pastaza, 14 comunidades pertenecientes al distrito de Andoas, y 6 al distrito de Pastaza, provincia de Loreto, Perú, tanto de pueblos indígenas quechua como achuar. Asimismo, 6 de estas comunidades se encuentran dentro del ámbito de influencia directa del Lote 192.
Esta federación indígena está constituida por las siguientes comunidades nativas:
| Comunidad                    | Nacionalidad       | Cuenca / Lago | Distrito |
| ---------------------------- | ------------------ | ------------- | -------- |
| Nuevo Andoas                 | Quechua            | Pastaza       | Andoas   |
| Nuevo Porvenir               | Quechua            | Pastaza       | Andoas   |
| Los Vencedores               | Quechua            | Pastaza       | Andoas   |
| Titiyacu                     | Quechua            | Pastaza       | Andoas   |
| Pañayacu                     | Quechua            | Pastaza       | Andoas   |
| Alianza Topal                | Quechua            | Pastaza       | Andoas   |
| Sabaloyacu y Ampliación      | Quechua            | Pastaza       | Andoas   |
| Soplín y Ampliación          | Achuar             | Pastaza       | Andoas   |
| Loboyacu                     | Quechua            | Pastaza       | Andoas   |
| Bolognesi                    | Quechua            | Huasaga       | Andoas   |
| Alianza Cristiana            | Quechua            | Lago Anatico  | Andoas   |
| Sungachi                     | Quechua            | Pastaza       | Andoas   |
| Santa María de Manchari      | Kandoshi / Quechua | Manchari      | Andoas   |
| Nueva Esperanza (Murupishcu) | Kandoshi / Quechua | Pastaza       | Pastaza  |
| Campo Verde                  | Quechua            | Ungurahui     | Pastaza  |
| Nueva Unión                  | Quechua            | Pastaza       | Pastaza  |
| Trueno Cocha                 | Quechua            | Ungurahui     | Pastaza  |
| Puerto Nuevo                 | Quechua            | Pastaza       | Pastaza  |
| Ullpayacu                    | Quechua            | Ungurahui     | Pastaza  |
| San Lorenzo (Capital)        | Quechua            | Ungurahui     | Pastaza  |

## Denuncia contra Pluspetrol Norte S.A.C.
En el 2020, los representantes de organizaciones de 98 comunidades indígenas de la cuenca de los ríos Marañón, Corrientes, Tigre y Pastaza, entre ellos Aurelio Chino Dahua, presidente de FEDIQUEP, presentaron una queja contra la matriz de la compañía Pluspetrol ante el gobierno de los Países Bajos para que esta empresa petrolera asuma su responsabilidad por la contaminación de territorios indígenas y presuntas afectaciones a la salud ocasionados por sus operaciones en el Lote 192, entre los años 2000 y 2015.